# Jack Austin (Politiker)

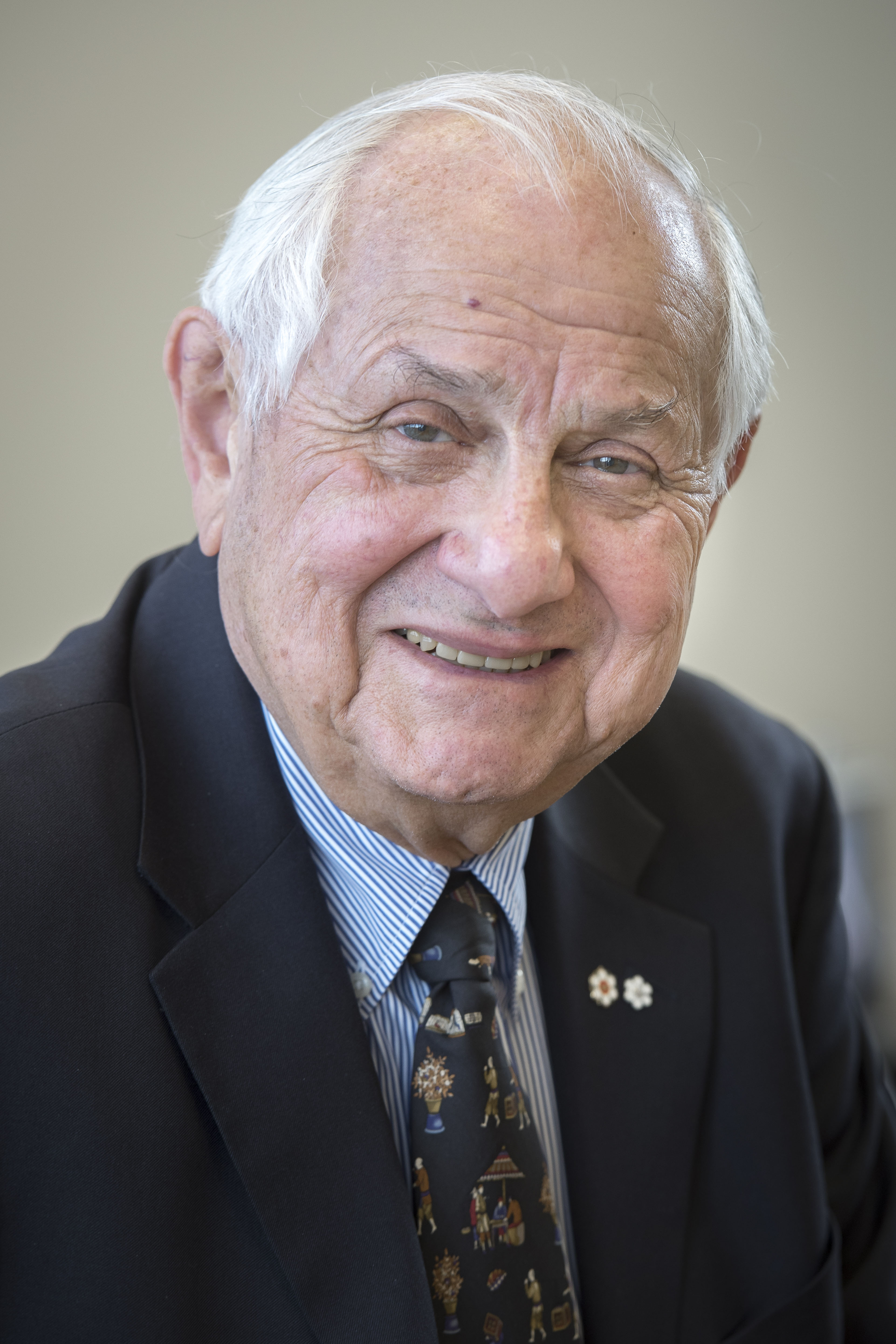
Jack Austin (2017)

Jacob „Jack“ Austin PC QC OBC (* 2. März 1932 in Calgary, Alberta) ist ein kanadischer Rechtsanwalt und Politiker der Liberalen Partei Kanadas, der mehr als 31 Jahre Mitglied des Senats war.

## Leben
Nach dem Schulbesuch absolvierte Austin ein Studium, das er mit einem Bachelor of Arts (B.A.) beendete. Ein darauf folgendes postgraduales Studium der Rechtswissenschaften schloss er mit einem Bachelor of Laws (LL.B.) sowie einem Master of Laws (LL.M.) ab und nahm danach eine Tätigkeit als Rechtsanwalt auf.
Bei der Unterhauswahl am 8. November 1965 bewarb sich Austin für die Liberale Partei im Wahlkreis Vancouver Kingsway um ein Mandat im Unterhaus, erlitt jedoch eine Wahlniederlage und verpasste somit den Einzug in das Unterhaus.
Austin, dem ein Ehrendoktor der Sozialwissenschaften (D.Soc.Sci. Hon.) verliehen wurde, wurde am 19. August 1975 auf Vorschlag von Premierminister Pierre Trudeau Mitglied des Senats und vertrat in diesem bis zum 2. März 2007 über 31 Jahre lang den Senatsbezirk Vancouver South.
Am 22. September 1981 wurde er zunächst Staatsminister ohne Geschäftsbereich und war danach vom 10. September 1982 bis zum 29. Juni 1984 in dem von Premierminister Trudeau gebildeten 22. kanadischen Kabinett Staatsminister für soziale Entwicklung. Als solcher war er zwischen September 1982 und Juni 1984 auch im Kabinett zuständiger Regionalminister für British Columbia.
Während seiner Senatsmitgliedschaft war er Mitglied zahlreicher Ausschüsse sowie vom 12. Oktober 1999 bis zum 16. September 2002 Vorsitzender des Ständigen Senatsausschusses für Privilegien, Standesregeln und Ordnung sowie zugleich vom 29. Januar 2001 bis zum 16. September 2002 Vorsitzender des Ständigen Senatsausschusses für Regeln, Prozeduren und die Rechte des Parlaments.
Am 12. Dezember 2003 wurde Austin Vorsitzender der Fraktion der Liberalen Partei und damit Führer der Regierung im Senat (Leader of the Government in the Senate). In dieser Funktion war er vom 12. Dezember 2003 bis zum 5. Februar 2006 kraft Amtes auch Mitglied in der von Premierminister Paul Martin gebildeten 27. Regierung Kanadas und dort abermals zwischen dem 20. Juli 2004 und dem 5. Februar zuständiger Regionalminister für British Columbia.
Nach ihm wurde das Murray-Austin-Amendment mit benannt. Um die Zusammensetzung des Senats zu ändern, schlugen er und Senator Lowell Murray (PC-Ontario) am 22. Juni 2006 eine Verfassungsänderung vor. Danach würde der Senat auf 117 Sitze aufgestockt, die Anzahl der Senatoren aus Westkanada erhöht. British Columbia würde eine eigenständige Region, die derzeitigen sechs Sitze der Provinz würden auf die anderen westkanadischen Provinzen aufgeteilt. Nach der Verfassungsänderung hätte British Columbia zwölf Sitze, Alberta zehn, Saskatchewan sieben und Manitoba sieben anstatt bisher jeweils sechs. Ebenso erhöhte sich auch die Zahl der Zusatzsenatoren, die die Königin ernennen kann, von vier oder acht auf fünf oder zehn. Ein Sonderausschuss des Senats zur Senatsreform unterstützte den Vorschlag am 26. Oktober 2006 und verwies das Thema zurück an den Senat als ganzen. Der Senat hat jedoch nicht darüber beschlossen und nachdem inzwischen die dreijährige Frist zur Verfassungsänderung abgelaufen ist, ist der Entwurf hinfällig geworden.
Für seine jahrzehntelangen Verdienste erhielt er 2010 den Order of British Columbia.